# Атлант (компания)
Закрытое акционерное общество «АТЛАНТ» — белорусская компания, в структуру которой входят три предприятия: Минский завод холодильников, на котором производятся холодильники, морозильники, торгово-холодильное оборудование, Завод бытовой техники, выпускающий стиральные машины и Барановичский станкостроительный завод, где изготавливаются компрессоры и электродвигатели. В 2010 году предприятие входило в топ-10 валообразующих предприятий Республики Беларусь.
В 2017 году 71,4 % продукции экспортировалось. Предприятие занимает 57,3 % внутреннего рынка холодильников и морозильников, 14,3 % украинского рынка этих товаров, 12,7 % российского рынка, 7,9 % казахстанского рынка. Доля стиральных машин "АТЛАНТ" на рынках этих стран варьируется от 2 % до 20 %. Другие значительные рынки сбыта — Молдавия, Польша, Сербия.
По итогам 2020 года на экспорт было реализовано 87,8 % бытовой техники ЗАО «АТЛАНТ».
Удельный вес поставок продукции ЗАО «АТЛАНТ» на экспорт по итогам 12 мес. 2021 года составил 65,2% (по 12 мес. 2020 – 68,5%).
По итогам 12 мес. 2021 года на экспорт было реализовано 86,7% бытовой техники ЗАО «АТЛАНТ» (за 12 мес. 2020 – 87,8%).

## История
В июне 1962 года на МЗХ был выпущен первый холодильник — ХКС-125 «Минск-I». В дальнейшем здесь, впервые в Советском Союзе, были разработаны и изготовлены двухкамерный холодильник, морозильник и была внедрена в производство пенополиуретановая теплоизоляция. В 1973 партия холодильников была поставлена в Грецию, а в дальнейшем продукция предприятия широко поставлялась на экспорт в такие страны как Франция, Англия, Италия, Бельгия, Нидерланды, Австралия, Германия, Швеция, Норвегия, Финляндия, Исландия, Китай, Испания.
В 1993 году на базе существующего производства было организовано ЗАО «АТЛАНТ».

## Структура предприятия
В состав закрытого акционерного общества «АТЛАНТ» входят предприятия:
- Минский завод холодильников, который выпускает бытовые холодильники, морозильники, торговые холодильники, винные холодильники и малогабаритные термоэлектрические холодильники[6][7].
- Барановичский станкостроительный завод, который выпускает компрессоры для бытовых холодильников, технологические комплексы по переработке пластмасс, конвейерные системы[8].
- Завод бытовой техники (Минск), выпускающий стиральные машины и осваивающий производство других электробытовых приборов[9].